# Ron Davies (fotograf)
Ron Davies (17. prosince 1921 – 26. října 2013) byl velšský fotograf. Narodil se v obci Aberaeron na západě Walesu a fotografování se věnoval již od dětství. Během druhé světové války pracoval orifiálně jako válečný fotograf. S Královským letectvem působil v jihovýchodní Asii. V roce 1950 se zranil při nehodě na motocyklu a po zbytek života byl upoután na invalidní vozík. Jako fotograf dále pracoval například pro BBC či časopisy Western Mail a Y Cymro. V roce 2003 mu byl udělen Řád britského impéria. Zemřel roku 2013 ve věku 91 let.